# Valbergs kommun
Valbergs kommun (norska: Valberg kommune) var en kommun i Nordland fylke i norra Norge. Kommunen omfattade den östra delen av nuvarande Vestvågøy kommun. Byn Valberg utgjorde kommunens centralort.

## Administrativ historik
Valbergs kommun upprättades 1927 genom utbrytning ur Borge kommun. Kommunen hade 625 invånare vid upprättandet.
Den 1 januari 1963 gick kommunen, tillsammans med kommunerna Borge, Buksnes och Hol, upp i Vestvågøy kommun. Kommunens hade då 662 invånare.